# Coppa Svizzera 1976-1977
La Coppa Svizzera 1976-1977 è stata la 52ª edizione della manifestazione calcistica. È iniziata l'6 giugno 1976 e si è conclusa il 11 aprile 1977. Questa edizione della coppa vide la vittoria finale del Young Boys.

## Trentaseiesimi di Finale
| Squadra 1        | Risultato | Squadra 2 |
| ---------------- | --------- | --------- |
| 4 settembre 1976 |           |           |

## Sedicesimi di Finale
| Squadra 1         | Risultato | Squadra 2 |
| ----------------- | --------- | --------- |
| 25 settembre 1976 |           |           |

## Ottavi di Finale
| Squadra 1       | Risultato     | Squadra 2         |
| --------------- | ------------- | ----------------- |
| 17 ottobre 1976 |               |                   |
| Kriens          | 1 - 3         | Étoile Carouge    |
| Losanna         | 3 - 1         | Bellinzona        |
| Neuchâtel Xamax | 4 - 1(d.t.s.) | Basilea           |
| Nordstern       | 1 - 0(d.t.s.) | Grenchen          |
| Sion            | 4 - 2         | Grasshoppers      |
| Vevey           | 0 - 2         | Zurigo            |
| Winterthur      | 0 - 1         | San Gallo         |
| Young Boys      | 6 - 3         | La Chaux-de-Fonds |

## Quarti di Finale
| Squadra 1        | Risultato     | Squadra 2       |
| ---------------- | ------------- | --------------- |
| 12 dicembre 1976 |               |                 |
| Étoile Carouge   | 2 - 1         | Neuchâtel Xamax |
| Nordstern        | 1 - 3(d.t.s.) | Losanna         |
| 19 dicembre 1976 |               |                 |
| San Gallo        | 1 - 0(d.t.s.) | Sion            |
| Young Boys       | 2 - 1         | Zurigo          |

## Semifinali
| Squadra 1                   | Risultato     | Squadra 2      |
| --------------------------- | ------------- | -------------- |
| 20 marzo 1977               |               |                |
| Losanna                     | 0 - 1(d.t.s.) | Young Boys     |
| 21 marzo 1977               |               |                |
| San Gallo                   | 0 - 0(d.t.s.) | Étoile Carouge |
| 23 marzo 1977 (Ripetizione) |               |                |
| Étoile Carouge              | 2 - 4         | San Gallo      |

## Finale
| Arbitro: | Ernest Guignet (Yverdon-les-Bains) |

|                                                                                         |            | |
| Andersen 77’                                                                            | Marcatori  | |
| Eichenberger Vögeli Rebmann Mast Brechbühl Odermatt Bruttin Andersen Conz Küttel Lorenz | Formazioni | Schüepp Stöckl Feuz Brander (73' Seger) Bigler Oettli Graf Niggl Mogg (68' Schneeberger) Ries Blättler |
| Linder                                                                                  | Allenatori | Sommer                                                                                                 |